# Aricia allous
Aricia allous är en fjärilsart som beskrevs av Jacob Hübner 1827/41. Aricia allous ingår i släktet Aricia och familjen juvelvingar. Inga underarter finns listade i Catalogue of Life.